# Narumonda VIII
Narumonda VIII is een bestuurslaag in het regentschap Toba Samosir van de provincie Noord-Sumatra, Indonesië. Narumonda VIII telt 237 inwoners (volkstelling 2010).